# گروو میوزیک
گروو میوزیک (انگلیسی: Groove Music) یک پخش‌کنندۀ موزیک است که همراه ویندوز ۱۰ و ویندوز ۸٫۱ و ویندوز ۸ ارائه می‌شود.
این برنامه همچنین سرویس اشتراکی پخش موسیقی همراه بود به نام گروو میوزیک پس (به انگلیسی:Groove music pass) که از سال ۲۰۱۴ این سرویس بیش از ۵۰ میلیون قطعه موسیقی داشت. سرانجام سرویس اشتراک گروو میوزیک پس در ۳۱ دسامبر ۲۰۱۷ رسماً متوقف شد و نسخه‌های اَندروید و آی او اس برنامه در دسامبر ۲۰۱۸ متوقف شدند و پخش کننده را محدود به پایگاه اصلی فروشگاه مایکروسافت خود کرد.

## تاریخ
مایکروسافت پیش از این با نام تجاری زون (به انگلیسی :Zune)وارد خدمات موسیقی شده بود. بازار موسیقی شامل ۱۱ میلیون قطعه بود. مجموعه پخش کننده‌های زون و فروشگاه موسیقی زون تا حدودی ناموفق بود و این نام تجاری در ابتدای دهه ۲۰۱۰ تا حد زیادی متوقف شد، گرچه در دستگاه‌های مختلف به حیات خود ادامه داد و زون میوزیک پس (به انگلیسی:Zune music pass) دسترسی نامحدود به آهنگ‌ها را با قیمت ۹٫۹۹ دلار در ماه ارائه می‌داد.
در جریان کنفرانس مطبوعاتی E3 2012 و در پی انتشار آینده ویندوز ۸، مایکروسافت راه اندازی مجدد سرویس را با نام ایکس باکس میوزیک (به انگلیسی:Xbox music) اعلام کرد. با اعلام ایکس باکس ویدئو، این حرکت قصد داشت ایکس باکس را به عنوان مارک اصلی سرگرمی این شرکت قرار دهد. هر دو سرویس در ۱۶ اکتبر ۲۰۱۲ راه اندازی شدند.
در تاریخ ۶ ژوئیه ۲۰۱۵، مایکروسافت نام تجاری جدید ایکس باکس میوزیک را به گروو میوزیک تغییر داد تا با انتشار ویندوز ۱۰ ارتباط برقرار کند. نام تجاری جدید استفاده مایکروسافت متعلق به «گروو» علامت تجاری که قبلاً برای محصول نامربوط استفاده مایکروسافت آفیس گروو (در حال حاضر وان درایو برای کسب و کار). جو بلفیوره توضیح داد که نام تجاری جدید برای جدا کردن سرویس از خط تولید ایکس باکس، و گسترش آن برای سیستم عامل‌های غیر ایکس باکس است.
در تاریخ ۲ اکتبر ۲۰۱۷، مایکروسافت اعلام کرد خدمات اشتراک گروو میوزیک و خرید موسیقی در فروشگاه مایکروسافت پس از ۳۱ دسامبر ۲۰۱۷ قطع می‌کند و پشتیبانی از پخش موسیقی ذخیره شده به صورت محلی و وان درایو را ترک می‌کند. در این زمان، مایکروسافت تبلیغات سرویس رقابتی اسپاتیفای را آغاز کرد و یک بنر تبلیغاتی برای این سرویس در رابط کاربری گروو میوزیک نمایش داد و امکان انتقال مجموعه‌های موسیقی و لیست‌های پخش را به این سرویس ارائه داد. به عنوان یک عارضه جانبی از قطع، مایکروسافت علاوه بر این در تاریخ ۳۱ مه ۲۰۱۸ اعلام کرد که برنامه‌های گروو میوزیک برای اندروید و آی او اس نیز قطع شود و در تاریخ ۱ دسامبر سال ۲۰۱۸ کاربران را به هدایت استفاده از موسیقی گوگل پلی و آی تیونز برای قابلیت پخش موسیقی کرد.

## گروو میوزیک پس
Groove Music Pass (قبلاً Xbox Music Pass و Zune Music Pass) یک سرویس اشتراک پرداخت متوقف شده‌است که امکان پخش نامحدود سرویس موسیقی را در هر دستگاهی با سرویس نصب شده فراهم می‌کرد. قیمت گذاری در ایالات متحده شامل اشتراک ماهانه و سالانه است. اما این سرویس در سال ۲۰۱۴ توسط مایکروسافت از بین رفت موسیقی ولی همچنان می‌توان آهنگ هارا مستقیماً از فروشگاه مایکروسافت خریداری شود.
آهنگ‌های خریداری شده کاربران و لیست‌های پخش متشکل از آهنگ‌های موجود در این سرویس را می‌توان از طریق وان درایو همگام سازی کرد و از چندین دستگاه به آنها دسترسی داشت. آهنگ‌های موجود در کتابخانه کاربر در رایانه ویندوز ۸٫۱ می‌توانند تطبیق داده شوند و در صورت وجود در گروو میوزیک پس در دسترس دستگاه‌های دیگر قرار گیرند. «ایستگاه‌های رادیویی» سفارشی را می‌توان با استفاده از آهنگ‌های مربوط به آهنگ‌های انتخاب شده توسط کاربر ایجاد کرد. آهنگ‌ها را می‌توان برای گوش دادن آفلاین از طریق تلفن‌های هوشمند بارگیری کرد. بارگذاری موسیقی غیر گروو در ویندوز ۱۰ در دسترس قرار گرفت.
به روزرسانی ویندوز ۱۰ به کاربران این امکان را می‌داد تا ویژگی‌هایی را که نیاز به گروو میوزیک پس دارند از رابط کاربری مخفی کنند.
در تاریخ ۲ اکتبر ۲۰۱۷، مایکروسافت اعلام کرد سرویس Groove Music Pass از ۳۱ دسامبر ۲۰۱۷ متوقف می‌شود. مشترکان موجود مسترد شدند و مایکروسافت با اجازه دادن به لیست‌های پخش ذخیره شده به سرویس، تبلیغ اسپاتیفای را به عنوان گزینه دیگری آغاز کرد.

### مجموعه ابر
گروو میوزیک به کاربران اجازه می‌دهد مجموعه ای از آهنگ‌ها و لیست‌های پخشی را ایجاد کنند که از طریق ابر در تمام دستگاه‌های پشتیبانی شده موجود باشد. این آهنگ‌ها می‌توانند از فروشگاه موسیقی گروو اضافه شوند یا با آهنگ‌های ذخیره شده محلی در دستگاه کاربر یا بارگیری در حساب وان درایو کاربر برای کشوری که کاربر در آن قرار دارد، مطابقت داشته باشند.

### در دسترس بودن جغرافیایی
گروو میوزیک در ایران در دسترس نیست اما از آن فقط برای پخش موسیقی می‌توان استفاده کرد.

آبی:کشورهایی که در آن گروو میوزیک پس موجود بود. آبی تیره: فقط فروشگاه موسیقی Groove در دسترس بود.

کشورهایی که گروو در آنها موجود بود شامل این موارد بودند:
- آرژانتین
- استرالیا
- اتریش
- بلژیک
- برزیل
- کانادا
- دانمارک
- فنلاند
- فرانسه
- آلمان
- جمهوری ایرلند
- ایتالیا
- ژاپن(فقط در فروشگاه) مکزیک
- هلند
- نیوزیلند
- نروژ
- پرتغال
- اسپانیا
- سوئد
- سوئیس
- بریتانیا
- ایالات متحده آمریکا